# Saison 5 d'Eureka
Chronologie
Saison 4
Cet article présente les treize épisodes de la cinquième saison de la série télévisée américaine Eureka.

## Synopsis
La Seconde Guerre mondiale ainsi que les bombardements sur Hiroshima et Nagasaki eurent un impact négatif envers la science et la technologie. C'est alors que, avec l'aide d'Albert Einstein, le président Harry Truman ordonna la création d'un complexe top-secret, dont le but serait de développer diverses technologies et armements. Le projet Eureka naît alors, et a pour but de réunir les plus grandes têtes pensantes, génies scientifiques et intellectuels des États-Unis, accompagnés de leur famille, dans une petite ville créée sur mesure. De ce fait, ils pourraient y vivre paisiblement, tout en continuant leurs recherches. Cette petite ville, cachée au fin fond des États-Unis, n'est répertoriée sur aucune carte, mais certaines rumeurs la situeraient tout de même dans l'Oregon. C'est dans cette incroyable ville que la plupart des technologies révolutionnaires dévoilées au public ces cinquante dernières années ont été inventées et développées. Mais, forcément, un complexe aussi important qu'Eureka attire l'attention de mauvaises personnes et la convoitise. Et si quelqu'un mettait la main sur les secrets que renferme Eureka, qui sait ce qu'il pourrait bien se passer ? C'est sur Jack Carter que la série se fixe. Ce dernier, alors qu'il ramène sa fille chez lui, a un accident. C'est ainsi qu'il découvre Eureka, et qu'il fait la découverte de ses habitants excentriques. Mais, au-delà de l'aspect esthétique, Eureka cache bien plus que des secrets…

## Distribution

### Acteurs principaux
- Colin Ferguson (VF : Philippe Vincent) : le shérif Jack Carter
- Salli Richardson-Whitfield (VF : Déborah Perret) : Dr Allison Blake
- Joe Morton (VF : Constantin Pappas) : Henry Deacon
- Erica Cerra (VF : Hélène Bizot) : adjoint Josephine « Jo » Lupo
- Niall Matter (VF : Cédric Dumond) : Zane Donovan
- Neil Grayston (VF : Taric Mehani) : Dr Douglas Fargo
- Jordan Hinson (VF : Jessica Barrier) : Zoe Carter

### Acteurs récurrents
- Chris Gauthier (VF : Bruno Magne) : Vincent (12 épisodes)
- Kavan Smith (VF : Patrick Borg) : shérif adjoint Andy 2.0 (11 épisodes)
- Felicia Day (VF : Sarah Marot) : Dr Holly Marten[1] (10 épisodes)
- Tembi Locke (VF : Véronique Borgias) : Dr Grace Monroe (9 épisodes)
- Trevor Jackson (VF : Léonard Hamet) : Kevin Blake (7 épisodes)
- Christopher Jacot (en) (VF : Fabrice Josso) : Larry Haberman (5 épisodes)
- Wil Wheaton (VF : Tanguy Goasdoué) : Dr Parrish[1] (5 épisodes)
- Debrah Farentino (VF : Martine Irzenski) : Beverly Barlowe (4 épisodes)
- Roger R. Cross (VF : Lionel Henry (acteur)) : major William Shaw (épisodes 7, 11 et 12)

### Invités
- Martin Cummins (VF : Maurice Decoster) : Dekker (épisodes 1 à 3)
- Ming-Na (VF : Yumi Fujimori) : la sénatrice Michaela Wen (épisodes 2 et 3)
- Wallace Shawn (VF : Patrice Dozier) : Dr Warren Hughes (épisode 5)
- Eugene Byrd (VF : Pascal Nowak) : Dr Michael Clark (épisode 6)
- Dondre Whitfield (en) : Dr Marcus Blake (épisode 9)
- C. Douglas Quan : Dr Horikoshi (épisode 9)
- Forbes Angus : Dr Selikoff (épisode 9)
- Jordenn Thompson : Jenna (épisode 12)
- Ed Quinn (VF : Thierry Ragueneau) : Nathan Stark (épisode 13)
- Matt Frewer (VF : Jean-Luc Kayser) : Jim Taggart (épisode 13)
- James Callis (VF : Guy Chapellier) : Dr Trevor Grant / Trent Rockwell (épisode 13)
- Grant Imahara (de l'émission MythBusters) : scientifique (épisode 13)

## Production
La chaîne a renouvelé la série pour une cinquième et dernière saison. Le 11 août 2011, Syfy a commandé un épisode supplémentaire afin de permettre une conclusion convenable à la série, soit une cinquième saison de treize épisodes diffusée depuis le 16 avril 2012 sur cette même chaîne.

## Liste des épisodes

### Épisode 1:À des années-lumière
- États-Unis : 16 avril 2012 sur Syfy[4]
- France : 26 janvier 2013 sur Série Club[5],[6]
- Québec : 11 février 2013 sur Ztélé[7]

- États-Unis : 1,81 million de téléspectateurs[8] (première diffusion)

### Épisode 2:Sommeil artificiel
- États-Unis : 23 avril 2012 sur Syfy
- France : 26 janvier 2013 sur Série Club[6]
- Québec : 18 février 2013 sur Ztélé[9]

- États-Unis : 1,59 million de téléspectateurs[10] (première diffusion)

### Épisode 3:Intervention virtuelle
- États-Unis : 30 avril 2012 sur Syfy
- France : 26 janvier 2013 sur Série Club[6]
- Québec : 25 février 2013 sur Ztélé[11]

- États-Unis : 1,47 million de téléspectateurs[12] (première diffusion)

### Épisode 4:Chaud devant!
- États-Unis : 7 mai 2012 sur Syfy
- France : 26 janvier 2013 sur Série Club[6]
- Québec : 4 mars 2013 sur Ztélé

- États-Unis : 1,45 million de téléspectateurs[13] (première diffusion)

### Épisode 5:Toi, toi, mon toi
- États-Unis : 14 mai 2012 sur Syfy
- France : 26 janvier 2013 sur Série Club[6]
- Québec : 11 mars 2013 sur Ztélé

- États-Unis : 1,49 million de téléspectateurs[14] (première diffusion)

### Épisode 6:Simulation catastrophe
- États-Unis : 21 mai 2012 sur Syfy
- France : 26 janvier 2013 sur Série Club[6]
- Québec : 18 mars 2013 sur Ztélé

- États-Unis : 1,62 million de téléspectateurs[15] (première diffusion)

### Épisode 7:Houhou… Holly!
- États-Unis : 4 juin 2012 sur Syfy
- France : 2 février 2013 sur Série Club[6]
- Québec : 25 mars 2013 sur Ztélé

- États-Unis : 1,97 million de téléspectateurs[16] (première diffusion)

### Épisode 8:Blagues à débordement
- États-Unis : 11 juin 2012 sur Syfy
- France : 2 février 2013 sur Série Club[6]
- Québec : 1er avril 2013 sur Ztélé

- États-Unis : 1,45 million de téléspectateurs[17] (première diffusion)

### Épisode 9:Un shérif de génie
- États-Unis : 18 juin 2012 sur Syfy
- France : 9 février 2013 sur Série Club[6]
- Québec : 8 avril 2013 sur Ztélé

- États-Unis : 1,59 million de téléspectateurs[18] (première diffusion)

### Épisode 10:Lune de miel et Bricolage
- États-Unis : 25 juin 2012 sur Syfy
- France : 9 février 2013 sur Série Club[6]
- Québec : 15 avril 2013 sur Ztélé

- États-Unis : 1,61 million de téléspectateurs[19] (première diffusion)

### Épisode 11:Mission clonage, première partie
- États-Unis : 2 juillet 2012 sur Syfy
- France : 16 février 2013 sur Série Club[6]
- Québec : 22 avril 2013 sur Ztélé

- États-Unis : 1,59 million de téléspectateurs[20] (première diffusion)

### Épisode 12:Mission clonage, deuxième partie
- États-Unis : 9 juillet 2012 sur Syfy
- France : 16 février 2013 sur Série Club[6]
- Québec : 29 avril 2013 sur Ztélé

- États-Unis : 1,5 million de téléspectateurs[21] (première diffusion)

### Épisode 13:Un jour de plus
- États-Unis : 16 juillet 2012 sur Syfy[22]
- France : 16 février 2013 sur Série Club[6]
- Québec : 6 mai 2013 sur Ztélé[23]

- États-Unis : 1,57 million de téléspectateurs[24] (première diffusion)